# Sale temps pour les pêcheurs
Pour plus de détails, voir Fiche technique et Distribution.
Sale temps pour les pêcheurs (Mal día para pescar) est un film uruguayen de 2008, réalisé par Alvaro Brechner, d'après la nouvelle Jacob et l'autre de l'écrivain uruguayen Juan Carlos Onetti. Il est sorti le 31 juillet 2009 en Uruguay et le 2 mars 2011 en France.

## Synopsis
Le « Prince » Orsini est un organisateur de combats de lutte libre, d'origine italienne (Trieste). Il entraîne son lutteur, Jacob, un champion allemand, dans la petite ville uruguayenne de Santa Maria, afin de le faire participer à un combat ouvert et promet une prime de 1000$ à quiconque résistera plus de trois minutes contre son protégé. L'épicier du village, poussé par sa femme Adriana, décide de relever le défi et Heber, le journaliste local, de suivre et de cautionner l'événement.

## Fiche technique
- Titre : Sale temps pour les pêcheurs
- Titre original : Mal día para pescar
- Réalisation : Alvaro Brechner
- Scénario : Alvaro Brechner, Gary Piquer d'après la nouvelle Jacob et l'autre de Juan Carlos Onetti
- Photographie : Alvaro Gutiérrez
- Musique : Mikel Salas
- Montage : Teresa Font
- Son : Fabian Oliver, Nacho Royo Villanueva
- Pays d'origine :  Uruguay
- Langues originales : espagnol, anglais
- Genre : comédie dramatique
- Durée : 1h40
- Dates de sortie :
  - Uruguay : 31 juillet 2009
  - France : 2 mars 2011

## Distribution
- Gary Piquer : le « prince » Orsini
- Jouko Ahola : Jacob van Oppen, ancien champion du monde de lutte libre, Allemand de l'Est
- Antonella Costa : Adriana, la compagne du « Turc » (surnom donné à l'épicier syrien)
- César Troncoso : Heber, le journaliste

## Production

### Genèse et développement
- Sale temps pour les pêcheurs est le premier long métrage du réalisateur Alvaro Brechner qui a étudié le cinéma et travaillé aux États-Unis et en Espagne. Il a précédemment réalisé trois courts métrages : The Nine Mile Walk (2003), Sofia (2005) et Segundo aniversario (2007).

### Tournage
- Le tournage a eu lieu en août et en septembre 2008 à Montevideo-SanCarlos-Minas en Uruguay.

### Sortie
- Le sous-titrage et la sortie en France ont été aidés par Touscoprod.

## Distinctions
- Festival de Cannes 2009 : sélectionné à la semaine de la critique
- Oscars 2009 : sélectionné pour représenter l'Uruguay dans la catégorie meilleur film étranger